# Trentepohlia poliocephala
Espèce
Trentepohlia poliocephala est une espèce d'insectes hémiptères de la famille des Limoniidae, décrite par Charles Paul Alexander en 1929.